# Gänsemarkt

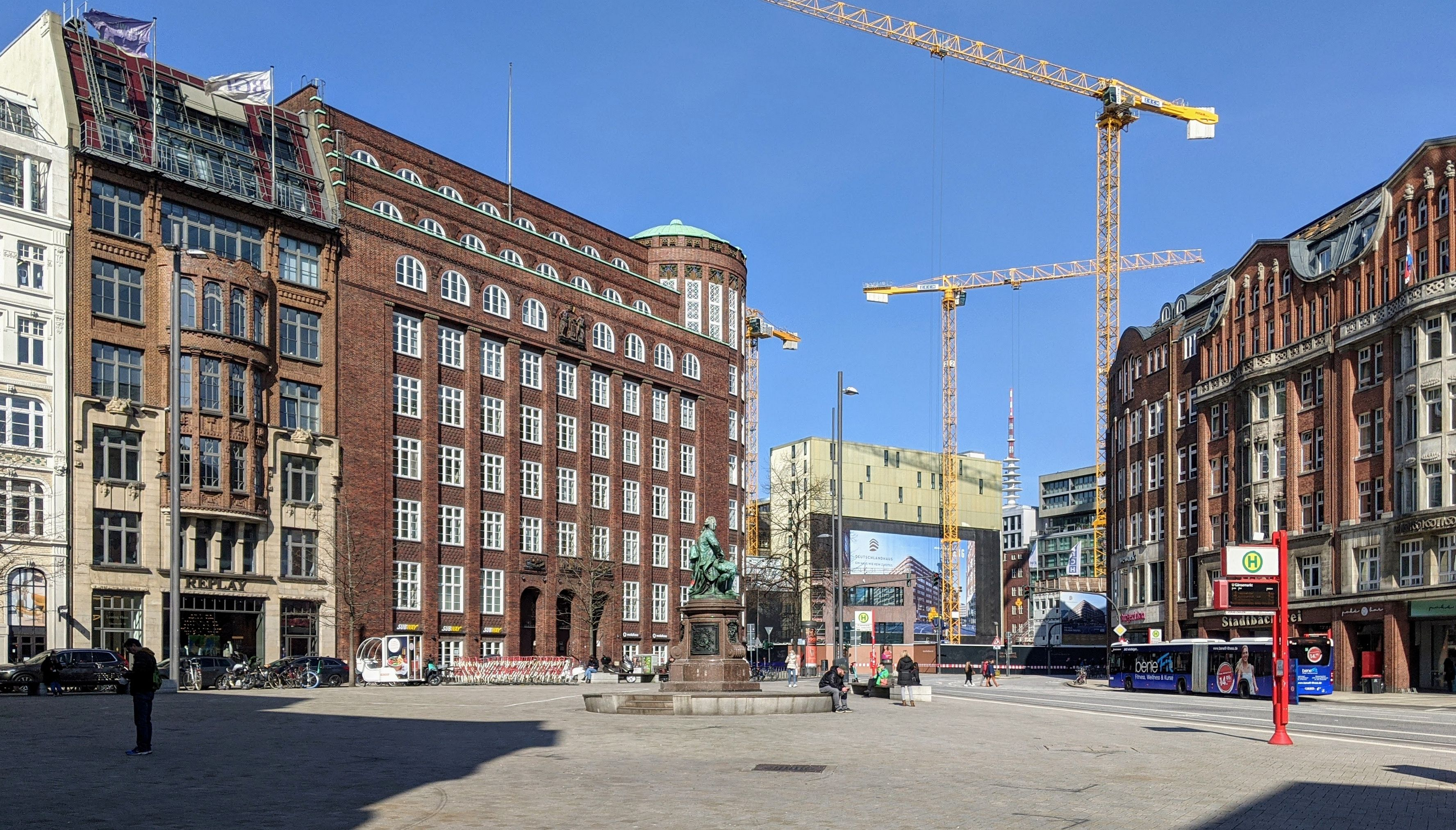
Gänsemarkt mit Finanzbehörde, Lessingdenkmal und der Baustelle des Deutschlandhauses (2021)

Der Gänsemarkt ist ein öffentlicher Platz an der Ecke Dammtorstraße und Valentinskamp in der Hamburger Neustadt. In den dreieckigen Platz nahe der Hamburgischen Staatsoper münden mehrere Einkaufspassagen sowie an der südöstlichen Ecke auch der bekannte Jungfernstieg.
Anlässlich des 100. Todestages wurde hier 1881 ein von Fritz Schaper entworfenes Denkmal für Gotthold Ephraim Lessing aufgestellt, da Lessing von 1767 bis 1770 in der ehemaligen Hamburgischen Entreprise seine Wirkungsstätte als Dramaturg hatte. Am 18. Juni 1944 stürzte der Luftdruck einer Sprengbombe das Denkmal. 1955 wurde es wieder neu aufgestellt.

## Geschichte

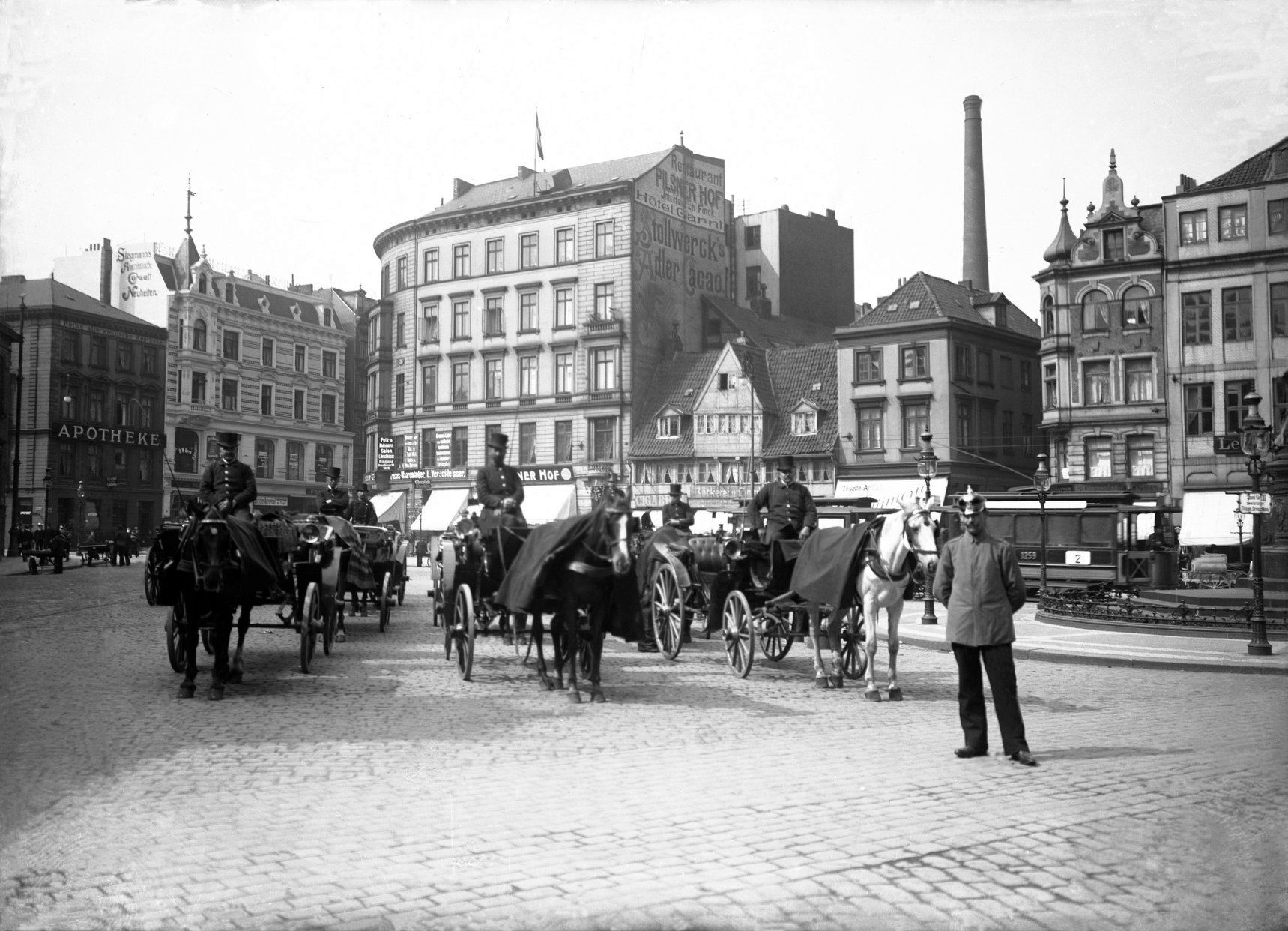
Gänsemarkt 1905

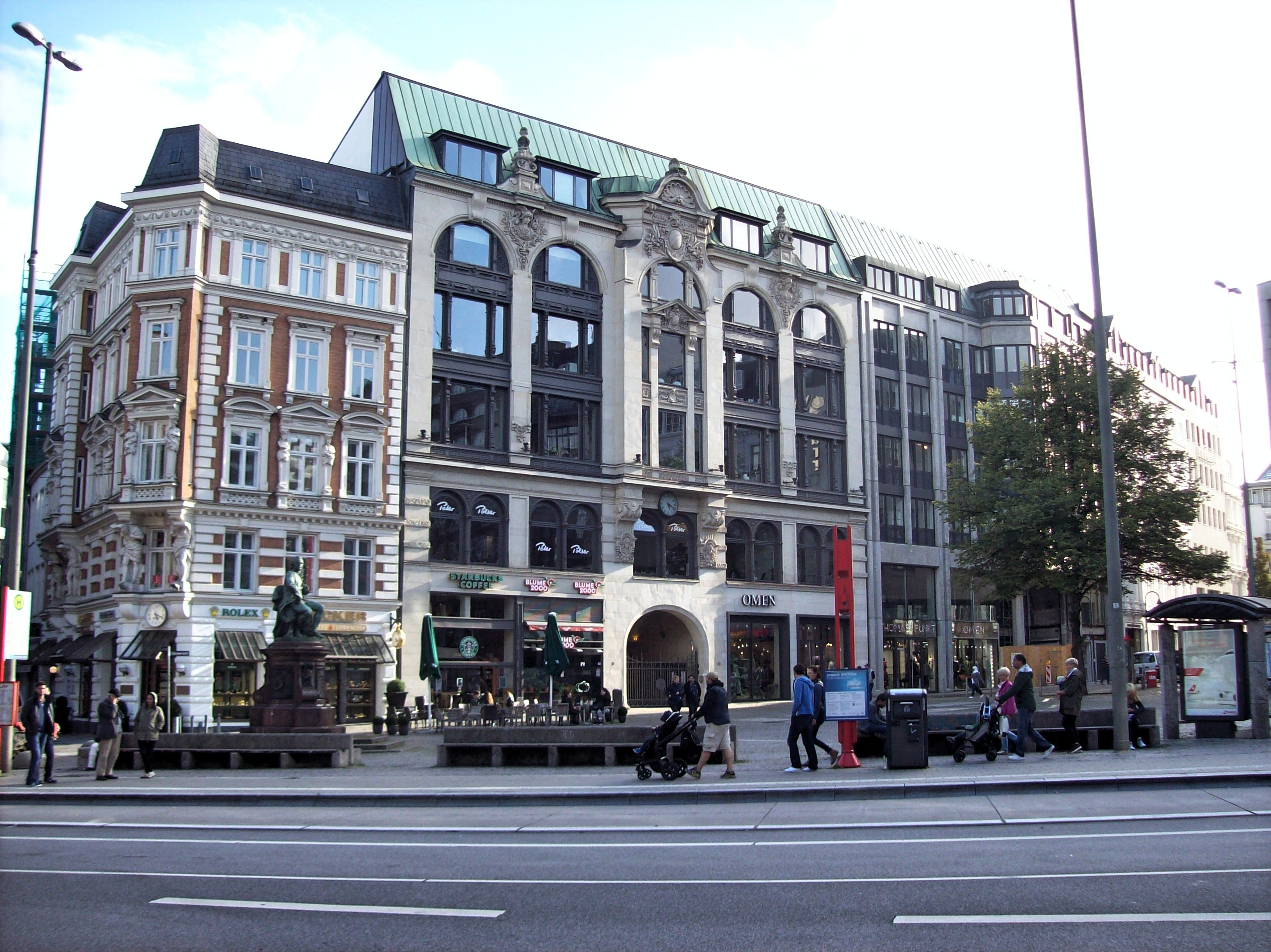
Südseite zwischen Gerhof- und ABC-Straße, in der Mitte das Girardethaus

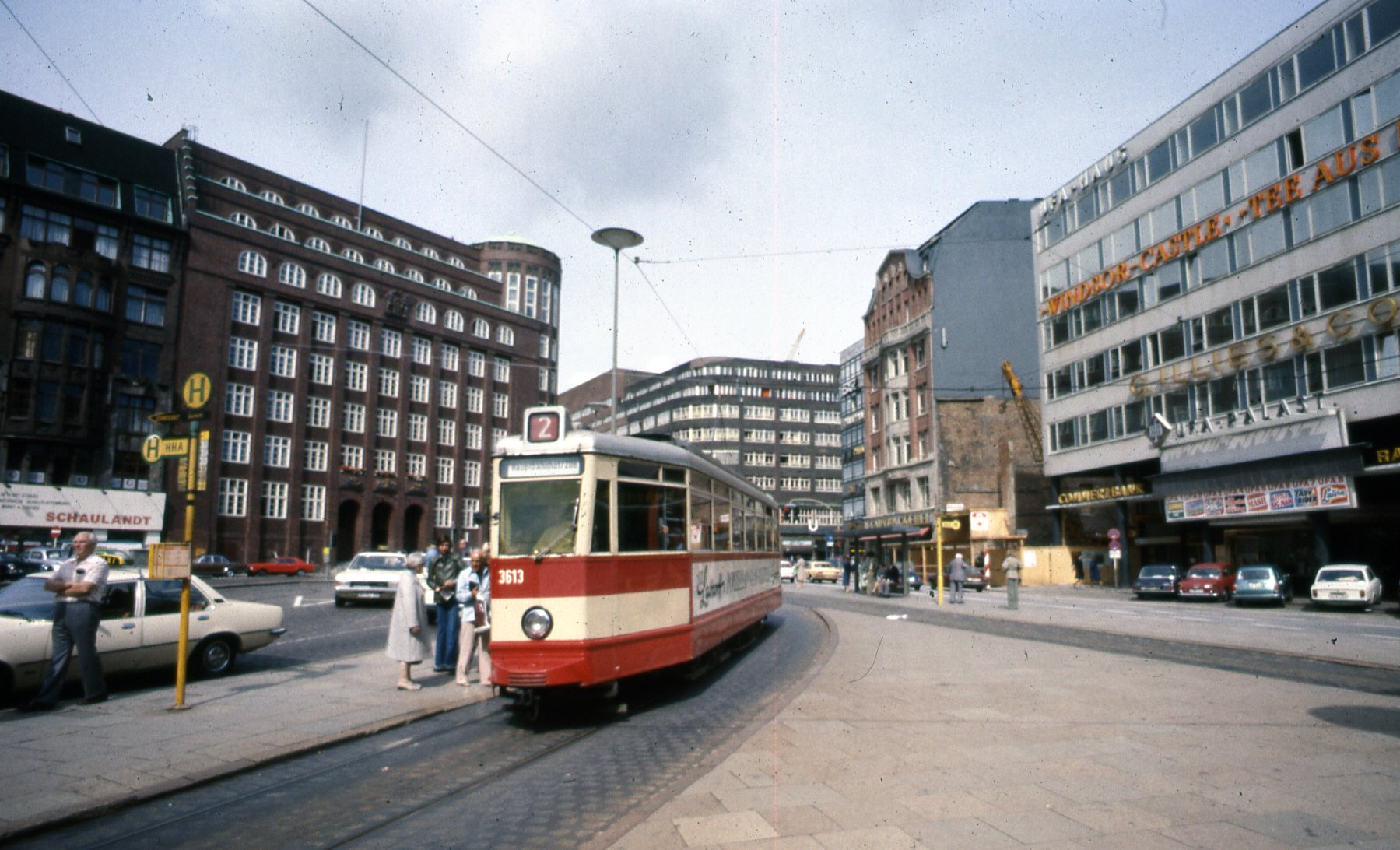
Bis 1978 fuhr die Straßenbahn am Gänsemarkt

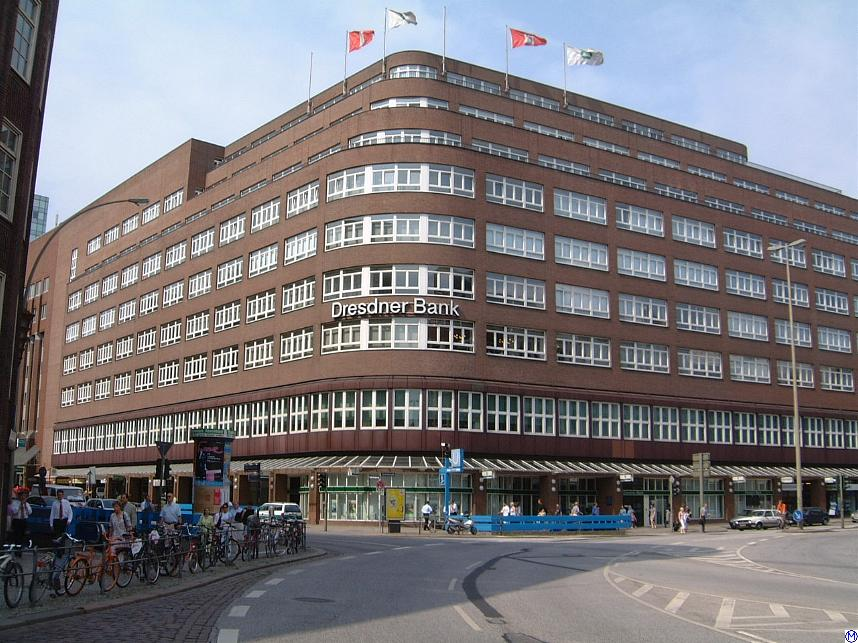
Ehemaliges Deutschlandhaus (Blickrichtung gen Nordwest)

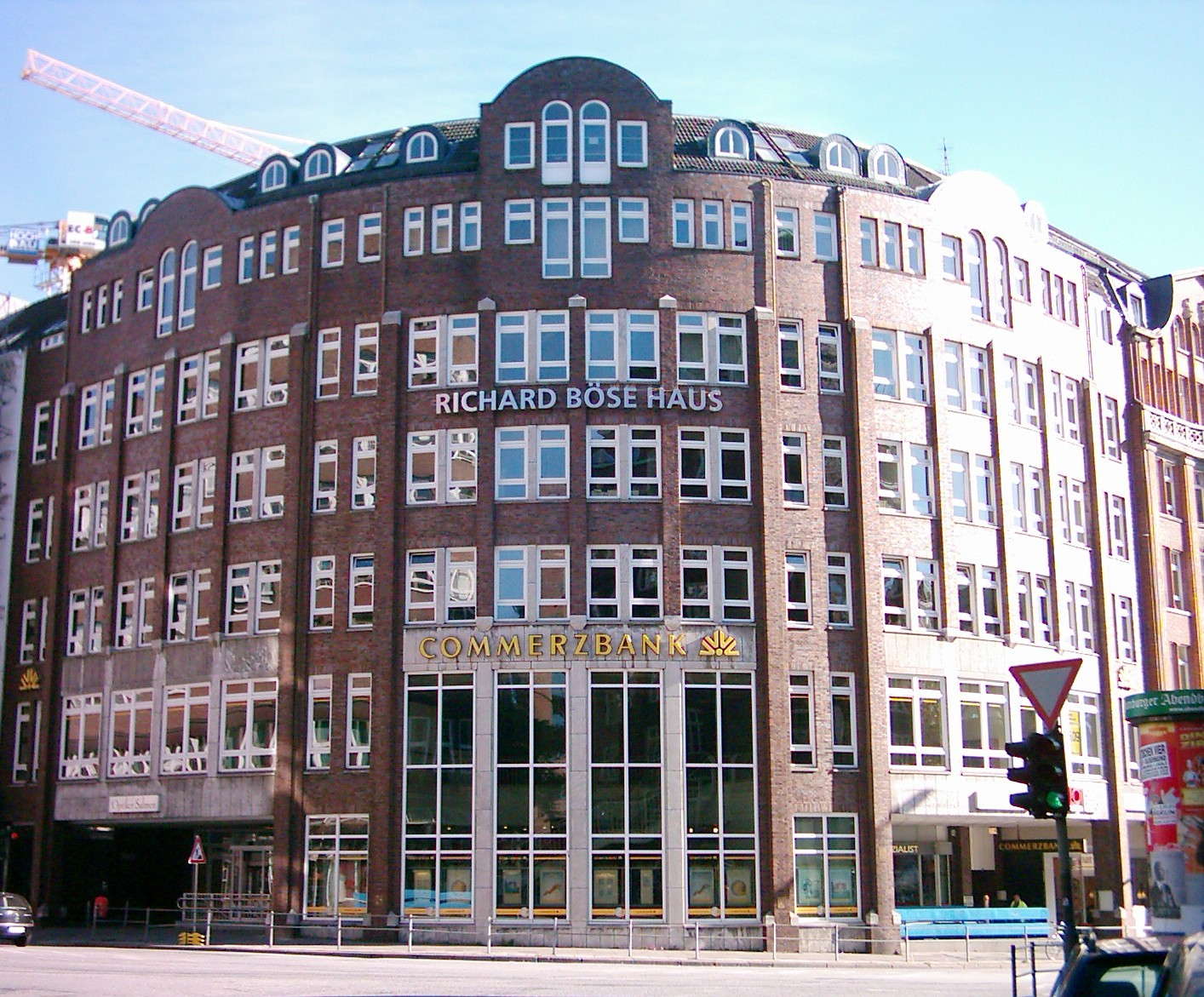
Die Commerzbank (Blickrichtung gen Nordost)

Das damals noch vor der Stadtmauer liegende Gelände wurde 1373 vom damaligen Rat der Stadt (heute der Senat) für eine Erbpacht von 2½ Mark vom Domkapitel sowie vier Schillinge für den bremischen Erzbischof gepachtet, aber erst nach 1600 bebaut. Mit dem Bau der Hamburger Wallanlagen (1616–1625) wurde hier bei Baubeginn ein Kalkhof zur Lagerung des Segeberger Kalkes eingerichtet; noch heute heißt eine der Seitengassen auf der Nordostseite nach diesem Lagerplatz Kalkhof.
Um 1650 erwarb Andreas Heinike das Grundstück des heutigen Gänsemarkt 44 und errichtete dort eine Bäckerei, die an dieser Stelle bis heute fortgeführt wird. 1655 erhielt der Platz den Namen forum anserum (lat. anser = Gans), seit 1709 ist die Bezeichnung Gänsemarkt üblich. Marktrechte haben hier jedoch nie bestanden. Vermutlich wurden von hier die Gänse vor das Dammtor getrieben. Eine andere Theorie führt den Namen auf den Besitzer eines anliegenden Grundstückes Ambrosius Gosen zurück (plattdtsch. Gos oder Goos = Gans).
Eingehender Artikel: →Oper am Gänsemarkt
Am 2. Januar 1678 wurde hier das Stadttheater als größtes bürgerliches Opernhaus des Barocks eingeweiht, an dem 1704 Georg Friedrich Händel als Geiger im Opernorchester arbeitete. 1722 bis 1738 wurde das Haus von Georg Philipp Telemann geleitet. 1765 wurde das baufällige Opernhaus abgerissen und an seiner Stelle das Hamburger Nationaltheater errichtet, an dem am 22. April 1767 Lessing für drei Jahre die dramaturgische Leitung übernahm. Im gleichen Jahr wurde hier seine Minna von Barnhelm uraufgeführt.
Seit dem Abriss des Hamburger Mariendomes 1805 hatte hier bis 1881 der Hamburger Dom – ein Jahrmarkt zur Weihnachtszeit – seinen Platz. Heute findet das „größte Volksfest des Nordens“ dreimal im Jahr auf dem Heiligengeistfeld statt.
1829 war der Kalkhof als Schwiegerstraße entstanden – benannt nach dem Vorbesitzer des Geländes, 1922 wurde diese in Kalkhof umbenannt. Hier entstand ein geschlossener Bordellbezirk, der durch den Tod des dänischen Königs Frederick VIII. am 13. Mai 1912 eine gewisse Berühmtheit erlangte.
Seit 1970 gibt es unter dem Gänsemarkt den gleichnamigen U-Bahnhof der Linie U2. 1986 wurde der Platz neu gestaltet, nachdem der Straßenbahnbetrieb 1978 eingestellt wurde. Das Lessing-Denkmal wurde dabei vor die Gerhofstraße versetzt. Im Zuge der umfangreichen im September 2017 abgeschlossenen Platz-Sanierung wurde das Lessing-Denkmal wieder auf seinen früheren Standort in der Mitte des Platzes versetzt.
Die Gänsemarkt-Passage – eine inhäusige Ladenpassage über drei Ebenen hin zu den Colonnaden – entstand von 1976 bis 1979, ihr musste u. a. das traditionsreiche Restaurant Ehmke weichen. In der einstöckigen Ladenfront war bis in die 1970er Jahre die Hauptgeschäftsstelle des Hamburger Abendblattes untergebracht, auch diese musste weichen und befindet sich jetzt einige hundert Meter entfernt am Großen Burstah 18–32 im Axel-Springer-Haus. 2019 erwarb die österreichische Signa Holding die Gänsemarktpassage. Ein Abriss und Neubau der Passage war geplant, wobei die vielfachen Insolvenzverfahren von Signa-Gesellschaften von Rene Benko aktuell keine eindeutigen Aussagen zulassen.
In diesem Areal zwischen dem Gänsemarkt und den Colonnaden war 1772 ein englischer Reitstall entstanden, dessen Halle 1885 erneuert wurde.

### Hamburger Zeitungsviertel
Aus technischen Gründen erfolgte die Produktion von Tageszeitungen bis in die 1970er Jahre stets unter einem Dach. Ende der 1920er Jahre residierten fast alle großen Hamburger Tageszeitungen rund um den Gänsemarkt:
- der liberale Hamburger Anzeiger, Gänsemarkt 21–23
- das Hamburger Fremdenblatt, Ecke Große Bleichen/Heuberg
- das sozialdemokratische Hamburger Echo, Fehlandstraße 11–19
- die kommunistische Hamburger Volkszeitung, Valentinskamp 40–42

Nach dem Zweiten Weltkrieg hatte das Hamburger Abendblatt seinen Sitz lange Zeit am Gänsemarkt, am Ort der späteren Gänsemarkt-Passage.

### Verkehr
Der Gänsemarkt war im Hamburger Straßenverkehr ein bedeutender Knotenpunkt, bis 2020 der benachbarte Jungfernstieg für Kfz-Durchfahrtsverkehr außer Linienbussen und Taxis gesperrt wurde. Im öffentlichen Verkehr besteht neben dem U-Bahnhof der U2 eine stark frequentierte Haltestelle der Metrobuslinien 4 und 5. Die Veloroute 3 führt vom Rathaus über Jungfernstieg, Gänsemarkt und Dammtorstraße und durch das Uni-Viertel bis Niendorf.
Die Fußgängerampel am Gänsemarkt war 2005 die erste deutschlandweit, die mit einem Countdown versehen wurde, der die verbleibende Rotzeit optisch herunterzählt. Hintergrund war ein hoher Anteil an bei Rot gehenden Fußgängern (Fachbegriff: Rotläufer) und die daraus folgenden Unfälle und Unfallrisiken. Der Anteil an Rotläufern hatte sich nach einer begleitenden Studie deutlich verringert. Ab 2006 wurden an weiteren Stellen in Hamburg und vereinzelt auch anderswo Signalanlagen mit Wartezeitanzeige eingesetzt. Übergang zum Glockengießerwall in Höhe der Fußgängerzone Spitalerstraße – der Verbindung zwischen den westlich gelegenen Geschäftsstraßen und dem nordwestlichen Eingang des Hauptbahnhofs – bekam.

## Gebäude
siehe auch 

### Nordwestende des Gänsemarkts
An der Einmündung von Valentinskamp und Dammtorstraße kennzeichnen drei charakteristische „runde Ecken“ das Bild.
- Gänsemarkt 36 – Bau der Finanzbehörde
Das Gebäude der ehemaligen Finanzdeputation ist ein Beispiel der klassischen Hamburger Klinker-Architektur, das 1919–1926 von Fritz Schumacher errichtet wurde.
- Dammtorstraße 2 – Deutschlandhaus
Das Haus liegt ganz im Nordzipfel. Es wurde 1929 von den Architekten Block & Hochfeld errichtet. Nach Entwürfen von Walther Unruh entstand hier mit 2667 Plätzen das größte Kino Europas, der Ufa-Palast. Im gleichen Hause war auch das ehemalige Deutsche Familienkaufhaus (DEFAKA) untergebracht. Es wurde 2019 abgerissen.
- Gänsemarkt 43 – Richard-Böse-Haus
Es bildet die dritte runde Ecke und enthielt ehemals die Commerzbank-Filiale, die inzwischen geschlossen wurde. Der Bau entstand 1985/86 in Anlehnung an die beiden großen gegenüberliegenden Klinkerkomplexe.

### Weitere Bauwerke am Gänsemarkt
- Gänsemarkt 19 – Kontorhaus Gerhofstraße
Das Haus liegt an der Einmündung der Gerhofstraße. Das von Carl Elvers entworfene, 1881–1882 errichtete Gebäude fällt durch reichhaltigen Bauschmuck auf. Es ist Sitz des Juweliers Becker.
- Gänsemarkt 21 – 23 – Girardet-Haus (Südostseite)
Das Kontorhaus wurde 1896 errichtet. Der Entwurf stammt von Harry R. Puttfarcken und Emil Janda.
- Gänsemarkt 33 – Nicol-Hof (Westseite)
Das Geschäftshaus stammt aus dem Jahr 1905 und wurde von C. Brakhan und Carl Rode entworfen.
- Gänsemarkt 35 – Lessing-Haus (Westseite)
Das Kontorhaus schließt sich nördlich an den Nicol-Hof an. Auffällig ist das vielgestaltige Mauerwerk, welches in den unteren Geschossen aus Naturstein und darüber aus Backstein besteht. Das Haus entstand 1908 bis 1909 und wurde von Emil Schaudt und Albert Lindenhorst entworfen.
- Gänsemarkt 44 – Stadtbäckerei-Haus (Nordseite)
Das Kontorhaus mit Sitz der Stadtbäckerei entstand 1913 nach einem Entwurf von Theodor Speckbötel. 1976 wurde die rechte Hälfte als Zwillingsbau hinzugefügt, um eine geschlossene Randbebauung des Gänsemarktes zu erzielen.
- Gänsemarkt 45 – Opernhof (Nordseite)
Es handelt sich um den Nachfolgebau des Ufa-Hauses, der ab 2007 nach einem Entwurf des Architekten Rolf Reimer errichtet wurde. Nach Abriss des Deutschen Nationaltheaters war hier bis 1958 der Ufa-Palast neu errichtet worden, der sich von 1929 bis 1944 im Hof des Deutschlandhauses befunden hatte. Auch das neue Ufa-Haus bestand nur wenige Jahrzehnte. Nach dessen Abriss entstand 1997 an gleicher Stelle der dritte Ufa-Palast, der allerdings 2006 schon wieder abgerissen wurde.
- Gänsemarkt 50 – Gänsemarkt-Passage (Nordseite)
Die 1979 errichtete Passage wurde zuletzt 2001 modernisiert und wird seit 2022 abgebrochen. Ein neues Geschäftshaus soll bis 2025 entstehen.

### Benachbarte Bauwerke am Jungfernstieg
- Jungfernstieg 47 – Eckbau Jungfernstieg/Gänsemarkt
Das an der Ecke abgerundete Gebäude mit Rundbogenfenstern und Attikageschoss wurde 2010/2011 renoviert.
- Jungfernstieg 48 – Alte englische Apotheke
Weiter nach Osten, eigentlich schon am Jungfernstieg, liegt die ursprünglich 1781 in der Nachbarschaft errichtete Alte englische Apotheke. Im Nebenhaus hatte die Evangelische Buchhandlung Tuchel (gegründet 1844) bis 1998 ihr Ladengeschäft, hier traf sich der Hamburger Zweig der Widerstandsbewegung Weiße Rose.